# 中华人民共和国外交史
- 關於1949年以前中國對外關係史，請見「中国對外關係史」。

中华人民共和国外交史是关于中华人民共和国外交的历史。中国共产党及其领导的中华人民共和国政府主张行使独立自主的和平外交政策，反对帝国主义、殖民主义、霸权主义和强权政治，捍卫国家的独立、主权和尊严；在和平共处五项原则的基础上，谋求同世界各国建立和发展友好合作关系，推动建立新的国际政治、经济秩序。
1949年10月1日中华人民共和国成立，新政府不承认一切外国与中华民国政府或清朝政府签订的条约。要重新建立与外国的外交关系，中华人民共和国出版的教科书称之为“另起炉灶”、“打扫干净屋子再请客”。但因某些原因，英国占领的香港、葡萄牙占领的澳门、苏联占领的旅顺军港并没有被立刻收回。
建国初期，中国共产党领导下的中华人民共和国政府实行“一边倒”策略，加入苏联为首的社会主义国家阵营，在冷战中对抗以美国为首的资本主义国家阵营。1960年中苏关系破裂，中国走上了完全独立发展的道路，并积极与亚非拉等第三世界的国家建立友好关系。随着中法建交，中国同西欧国家的关系也取得了进展。
1971年，中华人民共和国政府取代中华民国政府而成为中国在联合国的唯一合法代表。此后，世界上大多数国家陆续和中华民国断交，转而与中华人民共和国建立联系。截至2024年1月，全球有183个国家与中华人民共和国建立外交关系，而中华民国有12个邦交国。1988年9月，中共中央军委主席邓小平在北京会见斯里兰卡总理拉纳辛哈·普雷马达萨时指出：既要建立国际经济新秩序，又要建立国际政治新秩序；在国际关系中最经得起考验的是和平共处五项原则。2010年代，随着中华人民共和国经济的增长，中国开始在联合国以及其他多边组织发挥更大更积极的作用。
习近平出任中共中央总书记后，中国奉行强调斗争精神的“战狼外交”，外交政策转为强硬路线。由于习近平对西方世界充满敌意，提出“東升西降”和“百年未有之大变局”，以及习近平实行个人独裁统治，被认为是导致习氏外交出现的因素，中国官方承认这是“战狼外交”。

## 政策和思想
- 1949年，中国共产党中央委员会主席毛澤東認為是東風壓倒西風，奉行一邊倒蘇聯的外交方針。
- 1955年，中华人民共和国国务院总理周恩来在万隆会议上发表了《关于促进世界和平与合作的宣言》，倡导“求同存异”与“和平共处五项原则”。
- 1974年，中国共产党中央委员会主席毛泽东在会见赞比亚总统卡翁达时首次公开提出了“三个世界”的世界划分格局。
- 1991年苏联解体后，中国前领导人邓小平针对国际局势特点和发展趋势，提出“冷静观察、稳住阵脚、沉着应付”的对外工作指导方针。后来中共中央总书记江泽民将此方针概括为“冷静观察、稳住阵脚、沉着应付、韬光养晦、善于守拙、决不当头、有所作为”。
- 21世纪初，以胡锦涛为总书记的中共第四代领导集体提出了和平崛起的外交政策，作为对中国威胁论的回应。后来又提出了和谐世界的概念，成为处理外交关系的新方针。
- 2012年底，习近平出任中国共产党中央委员会总书记后，有媒体分析中国外交逐渐放弃了“韬光养晦”的政策，转而提倡“大国外交”、“大有作为”，引发一定国际争议[11][12][13][14][15]。
- 2020年3月，路透社報道，稱有兩名中國外交官證實，時任中共中央總書記習近平去年曾親筆下條子，要求外交官面對中美關係惡化等國際挑戰，必須立場強硬展現「鬥爭精神」[6]。

## 重大外交事件

### 1950年代
- 1949年10月1日，中华人民共和国中央人民政府成立。
- 1949年10月2日，中华人民共和国与苏联（俄罗斯）建交[16]。苏联是第一个承认并与中华人民共和国建交的国家[17]。
- 1949年10月-11月，中华人民共和国先后与保加利亚、罗马尼亚、捷克、匈牙利、斯洛伐克、朝鲜、波兰、蒙古、阿尔巴尼亚建交[16]。
- 1949年12月16日，中国共产党中央委员会主席、中央人民政府主席毛泽东访问苏联，会见苏联共产党总书记斯大林。这是中华人民共和国最高领导人的首次出访。
- 1950年1月8日，中华人民共和国与越南建交[16]。
- 1950年2月14日，《中苏友好同盟互助条约》缔结，这是中华人民共和国与外国签订的第一个条约。
- 1950年4月-6月，中华人民共和国与印度、印度尼西亚、瑞典、丹麦、缅甸建交[16]。印度是第一个与中华人民共和国建交的非社会主义阵营国家，瑞典是第一个与中华人民共和国建交的西方国家。
- 1950年6月25日，朝鲜战争爆发。
- 1950年9月-10月，中华人民共和国先后与瑞士、芬兰建交[16]。
- 1950年10月18日，中国人民志愿军赴朝作战。
- 1951年5月21日，中华人民共和国与巴基斯坦建交[16]。
- 1953年7月27日，《朝鲜停战协定》在板门店签署。
- 1953年12月，周恩来在会见印度代表团时，提出了“和平共处五项原则”[18]。
- 1954年4月20日，中央人民政府政务院总理周恩来出席旨在和平解决朝鲜问题与恢复印度支那和平问题的日内瓦会议。这是中华人民共和国首次参加的重要国际会议。
- 1954年10月5日，中华人民共和国与挪威建交[16]。
- 1954年11月12日，中苏代表团发表苏军将撤出旅顺口海军基地的声明。
- 1955年1月20日，中华人民共和国与阿富汗建交[16]。
- 1955年4月18日，国务院总理周恩来赴印尼出席万隆会议，即第一次亚非会议，倡导“求同存异”。
- 1955年8月1日，中华人民共和国与尼泊尔建交[16]。
- 1955年8月，中华人民共和国与美国在瑞士日内瓦开始中美大使级会谈 ，后转移到波兰首都华沙。
- 1956年，时任苏联共产党总书记赫鲁晓夫发表《关于个人崇拜及其后果》的演说、批判斯大林，“去斯大林化”的做法让毛泽东感到不满，中苏关系开始转变[19][20]。
- 1956年5月-9月日，中华人民共和国先后与埃及、叙利亚、也门建交[16]。
- 1956年6月21日，中华人民共和国政府释放第一批日本战犯。
- 1957年2月7日，中华人民共和国与斯里兰卡建交[16]。
- 1957年10月15日，聂荣臻与苏联部长会议第一副主席别尔乌辛在苏联莫斯科签署《中苏国防新技术协定》。
- 1958年5月，日本长崎发生长崎国旗事件，对中日关系造成冲击。
- 1958年7月，苏联共产党第一书记赫鲁晓夫访华，与毛泽东会谈，其中赫鲁晓夫向毛泽东提出建立“联合舰队”或“共同舰队”的建议，但遭到毛泽东等人的抵制，双方会谈不欢而散[21][22]。
- 1958年8月-11月，中华人民共和国先后与伊拉克、摩洛哥建交[16]。
- 1959年8月至10月，中华人民共和国与印度发生边界冲突，即“郎久事件”和“空喀山口事件”。
- 1959年9月30日至10月初，时任苏联领导人赫鲁晓夫访华，参加中华人民共和国建国十周年活动，和毛泽东、周恩来、陈毅等中共领导人在西藏达赖喇嘛问题、台海危机、中印边界纠纷、“大跃进”等问题上发生激烈争论[23][24][25]。

### 1960年代
- 1960年1月至1963年11月，中国分别与缅甸、尼泊尔、蒙古国、巴基斯坦、阿富汗五国签订边界条约。
- 1960年6月下旬，在罗马尼亚首都召开的布加勒斯特会议上，苏共组织围攻彭真率领的中共代表团，遭到中方反击，此次会议成为中苏关系的一个转折点，自此中苏论战走向公开化，两党关系走向破裂[23][25][26]。
- 1960年7-9月，苏联突然撤走1390名在华专家、终止600份合同，中苏关系开始破裂、史称“中苏交恶”[27][28]。
- 1960年9月-12月，中华人民共和国与古巴、索马里建交[16]。古巴是第一个与中华人民共和国建交的拉丁美洲国家。
- 1961年2月-4月，中华人民共和国先后与刚果（金）、老挝建交[16]。
- 1962年4月起，新疆伊塔事件中，中华人民共和国两位开国少将祖农·太也夫、马尔果夫·伊斯哈科夫以及超6万名中国公民叛逃苏联[29]。
- 1962年8月的北戴河中央工作会议以及9月举行的中共八届十中全会上，毛泽东等人批判了王稼祥提出的要争取和平的国际环境以及对外援助要实事求是、量力而行等对外工作的观点（即“三和一少”）[30][31]。
- 1962年10月-11月，中印边境战争爆发。
- 1963年9月6日起，毛泽东亲自主持发表了九篇评论苏共中央《公开信》的文章，即“九评苏共”，中苏论战达到顶峰[32][33]。
- 1963年12月14日，中华人民共和国与肯尼亚建交[16]。
- 1964年1月-2月，中华人民共和国先后与法国、刚果共和国建交，取得对西欧国家外交的重大突破[16]。其中，中法建交与1963年8月苏联、美国、英国签署的《部分禁止核试验条约》紧密相关[34]。
- 1964年2月-8月，中华人民共和国和苏联在北京就边界问题举行谈判，会谈无果而终[35]。
- 1964年9月-11月，中华人民共和国先后与中非、赞比亚、贝宁建交[16]。
- 1965年7月22日，中共中央副主席、中国国家主席刘少奇发表声明，中華人民共和國坚决支持北越人民反对美帝国主义，中华人民共和国出兵参加越南战争。
- 1965年8月6日，中国人民解放军海军与中华民国国军在福建省、广东省附近爆发“八六海战”。
- 1965年9月底，印度尼西亚爆发“九三〇事件”，开启了反共排华大屠杀，据估计数十万华人死亡[36][37]。
- 1967年1月，部分中国留欧学生在归国途中，途径苏联时发生“莫斯科红场事件”，导致中苏关系进一步恶化。
- 1967年6月，中华人民共和国驻缅甸大使馆人员不顾缅甸政府的劝阻，强行向在缅华侨和缅甸国民散发《毛主席语录》和毛主席像章，引起缅方的不满和干涉，发生中国驻缅甸使馆遇袭事件、午门抗缅大会等事件，双发爆发大规模冲突、造成人员伤亡，两国濒临断交[38]。
- 1967年8月9日，北京发生了红卫兵“焚毁蒙古驻华大使专车事件”。
- 1967年8月下旬，北京发生了红卫兵“火烧英国代办处事件”，英国驻华外交人员亦遭到殴打，是中华人民共和国建国以来最严重的涉外事件[38]。
- 1967年10月，中华人民共和国与印度尼西亚断交，直至1990年复交。
- 1967年10月，中华人民共和国与印度自1962年发生边境战争后，再次爆发边境冲突。
- 1967年冬至1968年初，中蘇邊界發生“七里沁島事件”，造成人员伤亡[39]。
- 1969年3月2日，中苏“珍宝岛事件”发生，爆发全面核战争的重大危机。
- 1969年8月13日，中苏双方在新疆铁列克提发生大规模武装冲突，即“铁列克提事件”，中方的主阵地人员几乎全部阵亡，共28人、包括3名记者[40]。
- 1969年9月11日，苏联部长会议主席柯西金参加越南劳动党中央委员会主席胡志明的葬礼后路过北京，同中国国务院总理周恩来等举行秘密会晤，双方关系略有缓和，但核战争危机依旧[41][42]。
- 1969年10月20日，在时任美国总统尼克松的干预下，苏联叫停军事行动，中苏两国外交部副部长级的边界谈判正式举行，但未取得任何实质性进展[41][43][44][45][46]。此后中苏双方展开了多年的谈判，被称为“马拉松式谈判”[35][47]。

### 1970年代
- 1970年10月-12月，中华人民共和国先后与加拿大、意大利、埃塞俄比亚、智利建交[16]。
- 1971年2月-3月，中华人民共和国先后与尼日利亚、科威特、喀麦隆建交[16]。
- 1971年4月，中华人民共和国与美国两国乒乓球队互访，开启“乒乓外交”，中美关系破冰。
- 1971年5月-8月，中华人民共和国与奥地利、塞拉利昂、土耳其、伊朗建交[16]。
- 1971年9月，林彪等人外逃并坠机于蒙古人民共和国，即“九一三事件”。
- 1971年10月20日，时任美国总统国家安全事务助理基辛格秘密访华，双方发表了会谈公告，宣布时任美国总统尼克松应邀将于1972年访问中国大陆。
- 1971年10月25日，联合国大会通过了《第2758号决议》，中華人民共和國取代中華民國的联合国席位。
- 1971年10月-12月，中华人民共和国先后与比利时、秘鲁、黎巴嫩、卢旺达、塞内加尔、冰岛、塞浦路斯建交[16]。
- 1972年1月-2月，中华人民共和国先后与马耳他、墨西哥、阿根廷建交[16]。
- 1972年2月21日，美国总统尼克松访华，双方于2月28日发表中美《上海公报》，标志着开始向关系正常化方向发展，为两国建交奠定了基础[48]，中方还开展了“熊猫外交”。
- 1972年3月-6月，中华人民共和国先后与英国、毛里求斯、荷兰、希腊、圭亚那建交[16]。
- 1972年9月，日本首相田中角荣访华，9月29号中日建交[16]。
- 1972年10月，北京发生了王府井“围攻外宾事件”。
- 1972年10月-12月，中华人民共和国先后与联邦德国、马尔代夫、马达加斯加、卢森堡、牙买加、乍得、澳大利亚、新西兰建交[16]。
- 1973年2月17日，毛泽东在会见美国总统特使基辛格时提出了“一条线”的构想，以对抗苏联的扩张（参见：一条线、一大片）[49]。
- 1973年3月9日，中华人民共和国与西班牙建交[16]。
- 1974年1月5日，毛泽东在会见日本外务大臣大平正芳时进一步提出了“一大片”的构想，以对抗苏联的扩张（参见：一条线、一大片）[49]。
- 1974年2月，毛泽东会见赞比亚总统卡翁达时，首次公开提出“三个世界”理论[50]。
- 1974年4月，时任中国国务院副总理的邓小平作为中国代表团团长出席联大第29届会议，这也是自1971年中华人民共和国取得在联合国的合法席位之后，第一位中国国家领导人在联大会议期间发言[51]。
- 1974年5月-8月，中华人民共和国先后与马来西亚、特立尼达和多巴哥、委内瑞拉、巴西建交[16]。
- 1975年1月，中华人民共和国与博茨瓦纳建交[16]。
- 1975年4月，柬埔寨红色高棉建立共产主义政权，开始实行“红色高棉大屠杀”，毛泽东在北京接见柬埔寨共产党总书记波尔布特等人，并予以大力资助[52][53][54]。
- 1975年6月-11月，中华人民共和国先后与菲律宾、莫桑比克、泰国、圣多美和普林西比、孟加拉国、斐济、萨摩亚、科摩罗建交[16]。
- 1975年12月1日，时任美国总统杰拉尔德·福特访华。
- 1976年4月-10月，中华人民共和国先后与佛得角、苏里南、塞舌尔、巴布亚新几内亚建交[16]。
- 1977年2月-5月，中华人民共和国先后与利比里亚、约旦、巴巴多斯建交[16]。
- 1978年5月-8月，中华人民共和国先后与阿曼、利比亚建交[16]。
- 1978年8月12日，《中日和平友好条约》签署。
- 1978年12月16日，中华人民共和国和美國共同發表《中華人民共和國和美利堅合衆國的建交聲明》，1979年1月1日，中华人民共和国与美利坚合众国正式建交[16]。
- 1979年1月28日，国务院副总理邓小平访问美国、日本。
- 1979年1月-2月，中华人民共和国先后与吉布提、葡萄牙正式建交[16]。
- 1979年2月17日，因越南击败中共支持的柬埔寨红色高棉政权，中越战争爆发，直到1991年中越关系才实现正常化。
- 1979年5月16日，林毅夫叛逃事件。
- 1979年6月22日，中华人民共和国与爱尔兰建交[16]。
- 1979年9月至11月，在苏联莫斯科举行了中苏国家关系的谈判，这是自1964年以来中国派往苏联的第一个高级代表团，但由于双方立场尖锐对立，谈判没有取得进展[47]。
- 1979年11月，国际奥林匹克委员会正式承认中华人民共和国为中国席位的唯一合法代表[55]。
- 1979年12月，苏联入侵阿富汗，中方强烈谴责[56]。

### 1980年代
- 1980年，中国宣布《中苏友好同盟互助条约》期满后不再续约[57]。
- 1980年1月-6月，中华人民共和国与厄瓜多尔、哥伦比亚、津巴布韦、基里巴斯建交[16]。
- 1981年，中华人民共和国成为世界卫生组织成员[58]。
- 1982年1月，邓小平在会见美国华人协会主席李耀基时，为解决台湾问题，首次正式提出“一个国家，两种制度”的概念，即一国两制[59]。
- 1982年3月26日，中华人民共和国与瓦努阿图建交[16]。
- 1982年8月17日，中华人民共和国与美国签署关于台湾的《八一七公报》。
- 1982年9月22日，时任英国首相“铁娘子”撒切尔夫人访华。
- 1983年1月-4月，中华人民共和国先后与安提瓜和巴布达、安哥拉、科特迪瓦、莱索托建交[16]。
- 1983年6月25日，邓小平在会见美国西东大学教授杨力宇时，阐述了关于台湾问题的“邓六条”[59]。
- 1984年4月26日-5月1日，时任美国总统罗纳德·里根访华。
- 1984年11月1日，中华人民共和国与阿拉伯联合酋长国建交[16]。
- 1984年12月19日，撒切尔夫人与中国国务院总理赵紫阳共同发表关于香港政權移交的《中英联合声明》。
- 1985年5月，原中国国家安全部官员俞强声叛逃美国，是中华人民共和国建国以后最严重的一次叛逃事件[60][61]。
- 1985年7月9日，中华人民共和国与玻利维亚建交[16]。
- 1986年10月12日，英国女王伊丽莎白二世访华。
- 1988年1月15日，中国和葡萄牙发表关于澳门问题的《中葡联合声明》。
- 1988年2月-11月，中华人民共和国先后与乌拉圭、卡塔尔、巴勒斯坦建交[16]。
- 1989年2月，时任美国总统乔治·赫伯特·沃克·布什访华。
- 1989年4月18日，中华人民共和国与巴林建交[16]。
- 1989年5月15日，苏共中央总书记、最高苏维埃主席团主席戈尔巴乔夫访华，与邓小平、赵紫阳等人会面，中苏关系正常化。
- 1989年6月27日，欧共体理事会就“六四事件”对中华人民共和国进行了谴责。
- 1989年7月16日，西方七国集团首脑会议就六四事件谴责中华人民共和国，中止与中华人民共和国领导层的互访，停止对华军售和商业性武器出口，推迟国际金融机构向中华人民共和国提供新的贷款。
- 1989年9月11日，中华人民共和国与密克罗尼西亚建交[16]。

### 1990年代
- 1990年3月-10月，中华人民共和国先后与纳米比亚、沙特阿拉伯、新加坡建交[16]。
- 1991年9月，中华人民共和国先后与拉脱维亚、立陶宛建交[16]。
- 1991年11月5日，中越关系正常化。
- 1991年11月，中华人民共和国、中华台北及香港一起正式加入亚太经合组织（APEC）[62]。
- 1991年12月，苏联解体，中俄关系大体继承了中苏关系。
- 1992年1月-8月，中华人民共和国先后与乌兹别克斯坦、哈萨克斯坦、塔吉克斯坦、乌克兰、吉尔吉斯斯坦、土库曼斯坦、白俄罗斯、以色列、摩尔多瓦、阿塞拜疆、亚美尼亚、斯洛文尼亚、克罗地亚、格鲁吉亚、韩国建交[16]。
- 1994年11月19日，中共中央总书记、国家主席江泽民访问越南。
- 1995年1月1日，中华人民共和国与摩纳哥建交[16]。
- 1997年7月1日，香港政權移交。
- 1997年10月，中共中央總書記、國家主席江澤民訪問美國。
- 1998年1月1日，中华人民共和国与和南非建交[16]。
- 1998年6月25日-7月3日，时任美国总统比尔·克林顿访问中国。
- 1999年5月8日，驻南斯拉夫联盟共和国首都贝尔格莱德的中华人民共和国大使馆遭到北约轰炸，即“五八事件”，引发中国大陆大规模反美游行示威，时任美国总统比尔·克林顿致歉并指是误炸意外，对中方伤亡者家属及中国政府进行了赔偿。
- 1999年12月20日，澳門政權移交。

### 2000年代
- 2001年4月，中美撞机事件。
- 2001年6月15日，上海合作組織成立。
- 2001年12月，中华人民共和国正式加入世界贸易组织[63]。
- 2004年10月14日，中华人民共和国与俄罗斯联邦签订了《中俄国界东段的补充协定》，彻底解决了中俄4300公里边界问题。
- 2005年4月9日，中日歷史糾紛導致反日遊行。
- 2007年，和平使命-2007上合組織軍演。
- 2008年，北京奧運舉辦。
- 2009年，中俄原油管道開工。
- 2010年，上海世界博覽會举办。

### 2010年代
- 2010年5月，上海举行世界博览会。
- 2011年11月，美国总统奥巴马在APEC非正式首脑会议上正式提出了亚太再平衡战略。
- 2012年2月，“王立军事件”爆发，王立军叛逃美国驻成都总领事馆。
- 2012年4月黃岩島與菲律賓對峙事件。
- 2012年日本政府购买钓鱼岛事件，中日關係急遽惡化。
- 2013年6月習近平和歐巴馬於加州歷史性莊園會談，習再次提出新型大國關係。
- 2013年9月7日，中共中央总书记、中国国家主席习近平在哈萨克斯坦纳扎尔巴耶夫大学作演讲，提出共同建设一帶一路。
- 2014年4月，中國國務院總理李克強出席博鰲亞洲論壇年會并發表主題演講，指出中方正争取早日正式成立亚洲基础设施投资银行（亚投行）。[64]
- 2014年5月21日，中俄天然氣大單簽定，緩解部分俄羅斯因烏克蘭事件遭受西方制裁壓力。
- 2014中国APEC峰会舉辦、和平使命-2014上合組織軍演應對國際恐怖主義崛起。
- 2014年，猎狐2014专项行动追捕外逃貪官展開國際合作，最終抓回近500人，習近平宣布猎狐將成為常態反腐活動一環。
- 2014年10月，亞洲基礎設施投資銀行成立，美國遊說韓、澳、日暫緩加入。
- 2014年12月，中國國務院總理李克強在亞洲和歐洲訪問時推廣一帶一路。[65]
- 2015年3月英、法、德、意、卢五个欧盟國家罕見密集表態加入亞投行，遭美日批評過於靠近中华人民共和國。
- 2016年10月18日，菲律宾新当选总统杜特蒂到中國北京拜會中共中央總書記兼中國國家主席習近平。杜特蒂盛讚中國是「偉大的國家」，習近平強調兩國要堅持友好對話、擱置分歧，雙方談話未觸及敏感的黃岩島問題。杜特蒂還稱中國巨大的發展成就令世人欽佩，感謝中方對菲律賓經濟社會發展的大力支持，也希望雙方能繼續密切合作交往。他特別指出，希望中國成立的亞洲基礎設施投資銀行（亞投行），能在菲律賓經濟發展中發揮更大作用。
- 2016年12月21日，在聖多美普林西比宣布和中華民國斷交後，中華人民共和國外交部發言人華春瑩在答記者問中稱“對此表示讚賞”，並歡迎聖普回到一個中國原則。
- 2016年12月26日，中华人民共和国外交部部长王毅在北京与圣多美和普林西比外长博特略举行会谈，并签署了《中华人民共和国和圣多美和普林西比民主共和国关于恢复外交关系的联合公报》，恢复中止19年的外交关系。
- 2017年6月13日，巴拿馬總統瓦雷拉宣佈與中華人民共和國建立外交關係，同日副總統兼外長德聖馬諾於北京簽署建交公報，並宣佈即時與中華民國斷交。[66]
- 2018年5月1日，多米尼加共和国与中华人民共和国建交。
- 2018年5月26日，布基纳法索与中华人民共和国恢复已断绝24年的外交关系。
- 2018年8月21日，薩爾瓦多與中華人民共和國簽署兩國關於建立外交關係的聯合公報，並斷絕與中華民國的外交關係。[67]
- 2019年9月21日，所罗门群岛与中华人民共和国建交。
- 2019年9月27日，基里巴斯与中华人民共和国恢复已断绝16年的外交关系。

### 2020年代
- 2020年7月27日，中华人民共和国方面关闭美国驻成都总领事馆，作为对美国关闭中国驻休斯敦总领事馆的反制措施。
- 2021年11月21日，中华人民共和国与立陶宛的外交关系降至代办级，以抗议立陶宛政府同意中华民国在立陶宛设「台湾」名义的代表处[68]。
- 2021年12月10日，尼加拉瓜与中华人民共和国恢复已断绝31年的外交关系。
- 2023年3月26日，洪都拉斯与中华人民共和国建交。
- 2023年10月25日，中华人民共和国和哥伦比亚共和国关于建立战略伙伴关系。
- 2024年1月24日，瑙鲁与中华人民共和国恢复已断绝19年的外交关系[69]。